# كيلي سيم
كيلي جاي سيم (بالإنجليزية: Kelly Jay Simm) هي لاعبة جمباز بريطانية ولدت في يوم 23 أبريل 1995 في مدينة ساوثهامبتون. أبرز انجازاتها هو فوزها بالميدالية البرونزية في بطولة العالم 2015 في غلاسكو بمسابقة الفرق. كما فازت بثلاثة ميداليات في ألعاب الكومنولث.